# ア・スフィアー・イン・ ザ・ハート・オブ・サイレンス
『ア・スフィアー・イン・ ザ・ハート・オブ・サイレンス』 (A Sphere in the Heart of Silence) はジョン・フルシアンテによる、2004年6月から2005年2月にかけての6連続アルバムリリースの第5作目である。
このアルバムでは主に、エレクトロニカをベースとして作られている。また、ジョン・フルシアンテとジョシュ・クリングホッファーのどちらもボーカルを担当している。

## 収録曲
1. "Sphere" - 8:29
2. "The Afterglow" - 5:19
3. "Walls" - 6:19
4. "Communique" - 6:55
5. "At Your Enemies" - 4:23
6. "Surrogate People" - 5:20
7. "My Life" - 1:35

## 製作者
- ジョン・フルシアンテ - プログラミング、ホワイトノイズ、エレクトリック・ギター、リードボーカル("The Afterglow", "Walls", "Surrogate People", "My Life")、バッキング・ボーカル、Vocal Treatments、Synthetic Strings、Drum Treatments、アコースティック・ギター、シンセサイザー、ベース、ピアノ、プロデューサー、デザイン
- ジョシュ・クリングホッファー - ストリングアンサンブルArp String Ensemble、エレクトリック・ギター、ベース、シンセサイザー、Drum Loops、ドラム、リードボーカル("Communique", "At Your Enemies", "Surrogate People")、バッキング・ボーカル("Walls")、One Note Synth、ピアノ、プロデューサー
- Ryan Hewitt - エンジニア、ミキシング
- Chris Reynolds - アシスタント
- Jason Gossman - アシスタント
- バーニー・グランドマン - マスタリング
- Lola Montes Schnabel - 写真撮影
- Mike Piscitelli - デザイン
- Dave Lee - 楽器技術者